# Power Rangers: S.P.D.
Power Rangers S.P.D. (Space Patrol Delta) este un serial de televiziune americană regizat de compania Walt Disney. Aceste 3 sezoane de Power Ranger sunt o adaptare de la seria Super Sentai japoneză Tokusō Sentai Dekaranger
Istoria [modifier].
Într-un viitor nu așa de depărtat, Pământul și-a deschis porțile extratereștrilor, aceștia putând să locuiască împreună cu oamenii. Comandantul Cruger trebuia să ducă frații mai mici de la academia de poliție Space Patrol Delta pentru a deveni generația proximă de Power Rangers, și protector al Terrei încă de la atacul teribilului Empereur Gruumm. Atunci când Unitatea A, cei mai buni Power Rangers, este capturat, Cruge este forțat să facă apel la Unitatea B pentru a-i înlocui. Rangerii au multe lucruri de învățat și trebuie să accepte doi hoți în Unitatea lor pentru a realiza ceea ce înseamnă adevărata muncă în echipă. Ei află că au origini comune căci părinții lor au muncit toți pentru S.P.D creând tehnologia Morphers. Astfel au moștenit puteri genetice speciale datorită cărora ei au învățat să muncească împreună pentru a salva lumea.
În România, serialul a fost difuzat în 2010 pe Kanal D subtitrat în limba română.

## Rangerii
- Jack Landors - el este patrula roșu original.În alte sezoane au fost Bridge și Sky patrulele roșii,dar el a fost cel original,dar a devenit rangerul albastru între timp.

- Sky Tate - este patrula albastru original, a mai fost pe parcurs și patrula roșu și patrula umbră.
- Elizabeth Z Delgado - ea este patrula galben original.
- Bridge Carson - este patrula verde original,a fost și patrula roșu și patrula albastru.
- Sydney Drew - el este patrula roz original.
- Anubis Cruger - el este șeful patrulei el este patrula umbră.
- Kat Katherine Manx - ea este patrula felină.
- Sam - el este patrula omega.
- Nova - ea este patrula nova.

## Inamicii
- Profesorul Mooney - are capul și corpul în formă de lună a fost trimis să îi distrugă pe rangeri care din păcate a eșuat cam de fiecare dată.